# Henri Kadrnka
Henri Kadrnka es un deportista suizo que compitió en piragüismo en la modalidad de eslalon. Ganó dos medallas en el Campeonato Mundial de Piragüismo en Eslalon, plata en 1957 y bronce en 1959.

## Palmarés internacional
| Campeonato Mundial | Campeonato Mundial | Campeonato Mundial | Campeonato Mundial |
| Año                | Lugar              | Medalla            | Competición        |
| ------------------ | ------------------ | ------------------ | ------------------ |
| 1957               | Augsburgo (RFA)    | Medalla de plata   | C2 por equipos     |
| 1959               | Ginebra (Suiza)    | Medalla de bronce  | C2 por equipos     |